# Antoine Aymard

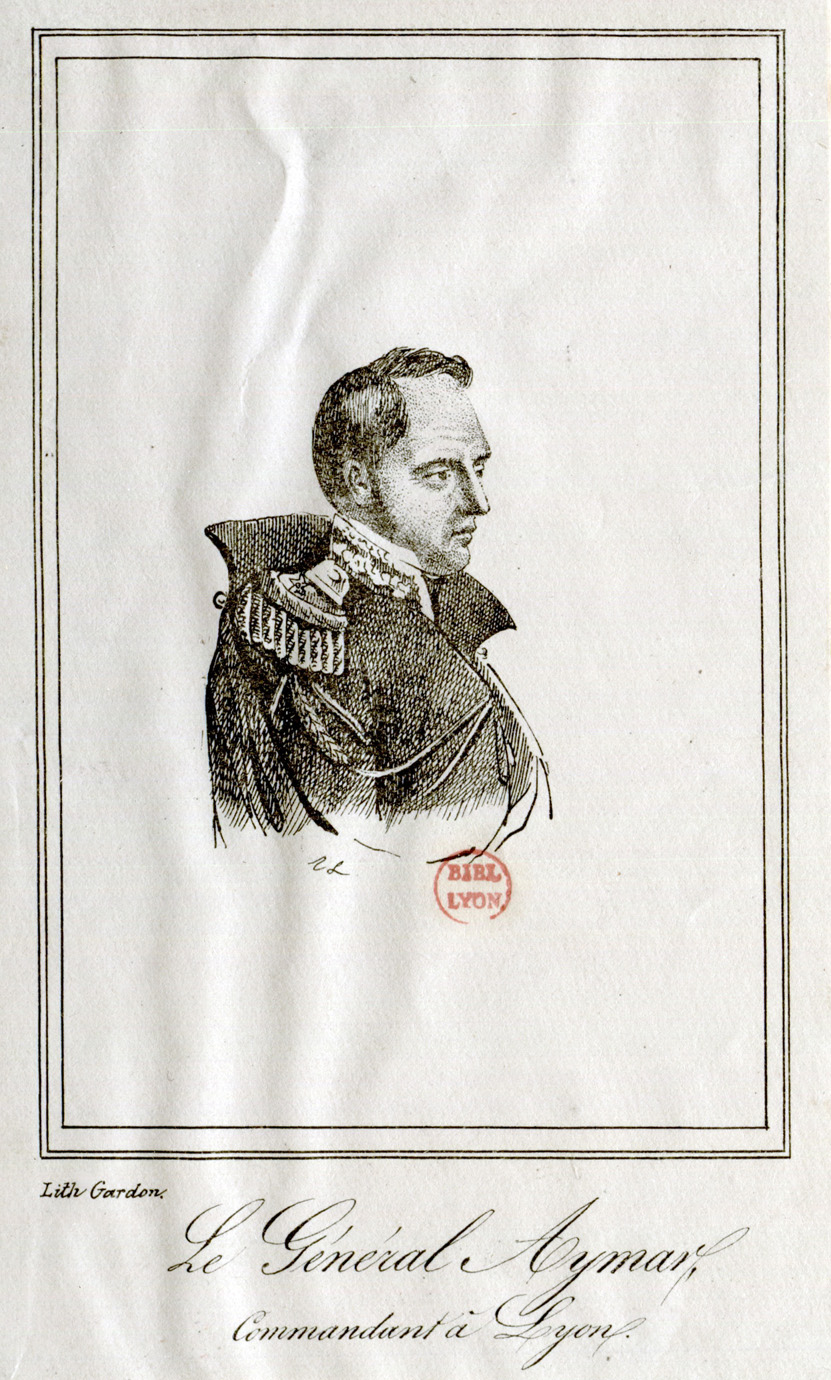
Antoine Aymard

Antoine Aymard (* 13. Oktober 1773 in Lézignan-Corbières, Département Aude; † 20. April 1861 in Paris) war ein französischer Général de division der Infanterie und seit dem 30. September 1832 Lieutenant-général.

## Leben
Aymard war der jüngste Sohn des Lehrers Guiraud Aymard und dessen Ehefrau Cathérine Surbezy. Mit knapp 19 Jahren trat Aymard in die Armee ein. Er konnte sich durch Tapferkeit auszeichnen und wurde von General Louis-Charles de Flers gefördert. Zu Beginn der Terrorherrschaft wurde Aymard zum Capitaine befördert und diente einige Zeit unter dem Befehl General de Flers.
Als Napoleon Bonaparte seinen Italienfeldzug plante, wechselte Aymard zur Armée d’Italie. Er wurde Aide-de-camp von General Amédée Emmanuel François Laharpe. Als dieser in der Schlacht bei Lodi (10. Mai 1796) fiel, wurde Aymard noch auf dem Schlachtfeld zu dessen Nachfolger bestimmt. Er konnte sich in den Schlachten u. a. von Castiglione, Rivoli und Novi auszeichnen und es folgten weitere Beförderungen.
Als Napoleon seine Invasion in Spanien plante, meldete sich Aymard freiwillig und konnte in den Generalstab von Lefebvre wechseln. Er nahm u. a. an den Kämpfen bei Durango und Guenes und kämpfte bei Balmaceda unter General Eugène-Casimir Villatte.
Bis zum Vertrag von Fontainebleau blieb Aymard ein Parteigänger Napoleons. Mit Napoleons Abreise nach Elba trat Aymard aus der Armee aus. Er wurde noch im selben Jahr zurückgeholt und von den Bourbonen hofiert. Als Napoleon 1815 die Insel Elba verließ, sollte sich Aymard mit seinen Truppen General François Roguet anschließen um Napoleon aufzuhalten. Da dieser aber schneller in Paris die Herrschaft übernahm, unterblieb dieses Vorhaben.
Als die Herrschaft der Hundert Tage nach der Schlacht von Waterloo vorbei waren, blieb Aymard noch einige Zeit in der Armee um diese neu zu strukturieren. Im Winter 1816/1817 ging er in den Ruhestand und heiratete am 13. Februar 1817 Thérèse Rose (1796–1884), eine Tochter von General Édouard Jean-Baptiste Milhaud. Mit seiner Ehefrau hatte er zwei Kinder: Antoinette (1818–1880) und Édouard (1820–1880), der ebenfalls eine militärische Laufbahn einschlug und u. a. zwischen 1878 und 1880 Militärgouverneur von Paris war.
Zu Beginn der Julirevolution von 1830 holte man Aymard wieder aus dem Ruhestand. In seinem früheren Rang kam er zu Beginn der Julimonarchie in den Stab von König Louis-Philippe I. und war zwischen 1841 und 1848 auch sein Aide-de-camp. Später wurde ihm durch den König auch die Pairswürde übertragen. Im Zweiten Kaiserreich übernahm Aymard keine Ämter mehr und zog sich ins Privatleben zurück. Er starb am 20. April 1861 in Paris und fand dort auch seine letzte Ruhestätte.

## Ehrungen
- 1795 Ritter der Ehrenlegion
- 20. Juli 1808 Baron de l'Émpire
- 8. September 1808 Kommandeur der Ehrenlegion
- 1814 Ritter des Ordre royal et militaire de Saint-Louis
- Sein Name findet sich auf dem westlichen Pfeiler (37. Spalte) des Triumphbogens am Place Charles-de-Gaulle in Paris.